# Rajd Wybrzeża Kości Słoniowej 1977
Rajd Wybrzeża Kości Słoniowej 1977 (9. Rallye Bandama Côte d’Ivoire) – 9 Rajd Wybrzeża Kości Słoniowej rozgrywany na Wybrzeżu Kości Słoniowej w dniach 15-20 grudnia. Była to dwudziesta runda Rajdowych Mistrzostw Świata w roku 1977 (zaliczana tylko do tzw. Pucharu FIA Kierowców, nie producentów). Rajd został rozegrany na nawierzchni szutrowej i asfaltowej. Bazą rajdu było miasto Abidżan.

## Wyniki końcowe rajdu[2]
| Msc. | Kierowca              | Pilot               | Samochód               | Czas       | Strata      | Grupa | Pkt WRC |
| ---- | --------------------- | ------------------- | ---------------------- | ---------- | ----------- | ----- | ------- |
| 1    | Andrew Cowan          | Johnstone Syer      | Mitsubishi Colt Lancer | 4:45:27.2  | 0.0         | 4     | 9       |
| 2.   | Joginder Singh        | Mike Doughty        | Mitsubishi Colt Lancer | 6:18:33.7  | +1:33:06.5  | 4     | 6       |
| 3.   | Jean Guichet          | Jean De Alexandris  | Peugeot 504            | 8:23:44.9  | +3:38:17.7  | 4     | 4       |
| 4.   | Michel Mitri          | Marcel Copetti      | Datsun 180B            | 10:41:32.5 | +5:56:05.3  | 2     | 3       |
| 5.   | Jean-François Vincens | Félix Giallolacci   | Mitsubishi Colt Lancer | 11:10:42.9 | +6:25:15.7  | 2     | 2       |
| 6.   | Guy Deladrière        | J-P De Clercq       | Peugeot 504            | 12:49:46.4 | +8:04:19.2  | 2     | 1       |
| 7.   | Adolphe Choteau       | Patrick Destaillats | Peugeot 504            | 13:13:39.3 | +8:28:12.1  | 2     |         |
| 8.   | Jean Ferber           | M.P. Ferber         | Peugeot 504            | 17:15:56.7 | +12:30:29.5 | 1     |         |
| 9.   | Gérard Tuffal         | A. Degiovanni       | Datsun 160J            | 18:54:49.2 | +14:09:22.0 | 2     |         |

## Punktacja

### Klasyfikacja  FIA Cup for Rally Drivers
| Lp | Producent           | Pkt.    |
| -- | ------------------- | ------- |
| 1  | Sandro Munari       | 31      |
| 2  | Björn Waldegård     | 30 (39) |
| 3  | Bernard Darniche    | 27      |
| 4  | Jean-Claude Andruet | 18      |
| 5  | Ari Vatanen         | 15      |
| 5  | Timo Salonen        | 15      |
| 5  | Simo Lampinen       | 15      |
| 5  | Rauno Aaltonen      | 15      |
| 5  | Michèle Mouton      | 15      |

- Uwaga: Tabela obejmuje tylko pięć pierwszych miejsc.